# Metro (supermercado)
Metro es una cadena de supermercados de origen peruano, perteneciente al holding chileno Cencosud. Tiene presencia en Perú desde 1992 y Colombia desde 2013.

## Historia
El primer hipermercado Metro fue inaugurado por el Grupo Wong, una empresa operada por Erasmo Wong Lu, en noviembre de 1992 en el distrito de Chorrillos en Lima, en lo que hoy funciona el centro comercial Plaza Lima Sur. El segundo hipermercado Metro fue inaugurado en agosto de 1996 en el distrito de Breña (local donde en la década de los 80 existía el conocido Scala Gigante), logrando así superar el éxito de la primera tienda. Luego de inaugurar hipermercados en varios distritos de Lima, a finales de 1999 surgió el formato Supermercados Metro con una tienda en el distrito de La Molina. Estos locales se caracterizan por ser más pequeños en comparación a un hipermercado, llegando así a más distritos. Uno de los distritos que alcanzó fue el Rímac, en 1999, que estuvo cerca de la Universidad Nacional de Ingeniería.
Entre los años 2001 y 2003, Metro fue la marca protagonista de un programa de concursos emitido en Latina Televisión llamado Gana con Metro conducido por el actor Carlos Thornton.

Hipermercado Metro ubicado en Avenida de La Marina - San Miguel, inaugurado en 1998.

El 28 de octubre de 2004, se unificaron los formatos de hipermercado y supermercado (con diferentes logotipos) en un solo logo amarillo y verde con la marca Metro. Entre 2005 y 2006 se abrieron diversos locales del supermercado de descuento Eco Almacenes en varios distritos de Lima y Callao, dirigidos hacia los sectores populares C y D, los cuales posteriormente fueron transformados en supermercados Metro. De todos los locales de Eco Almacenes, el que se encontraba ubicado en la urbanización La Pascana en el distrito de Comas fue el que tuvo poco tiempo de operatividad, entre febrero y septiembre de 2006; desde octubre de ese mismo año, el local es un hipermercado Metro. En noviembre de 2006, se continuó con la expansión en el distrito de Comas ya que se inauguró un segundo local en el cruce de las avenidas Belaunde y Universitaria. En 2007 Metro inauguró sus primeras tiendas en provincias gracias a la compra del grupo Wong de cadenas de supermercados en ciudades como Trujillo y Chiclayo. En diciembre del mismo año, la marca, junto a Wong, American Outlet (ahora OutletShop) y otras fueron compradas por el holding chileno Cencosud. En 2008, en el distrito de Independencia frente al centro comercial Royal Plaza, fue inaugurado bajo la marca a Plaza Vea. Metro inauguró al lado del antiguo local. A finales del 2008 se implementó una tienda con atención durante las 24 horas (Metro Schell en el distrito de Miraflores, Lima). También existen tiendas de formato exprés (entre 2010 y 2020). En junio de 2011, la cadena lanzó una campaña llamada «En Metro la pasamos bien», desde esa campaña, el eslogan fue cantado hasta 2013.

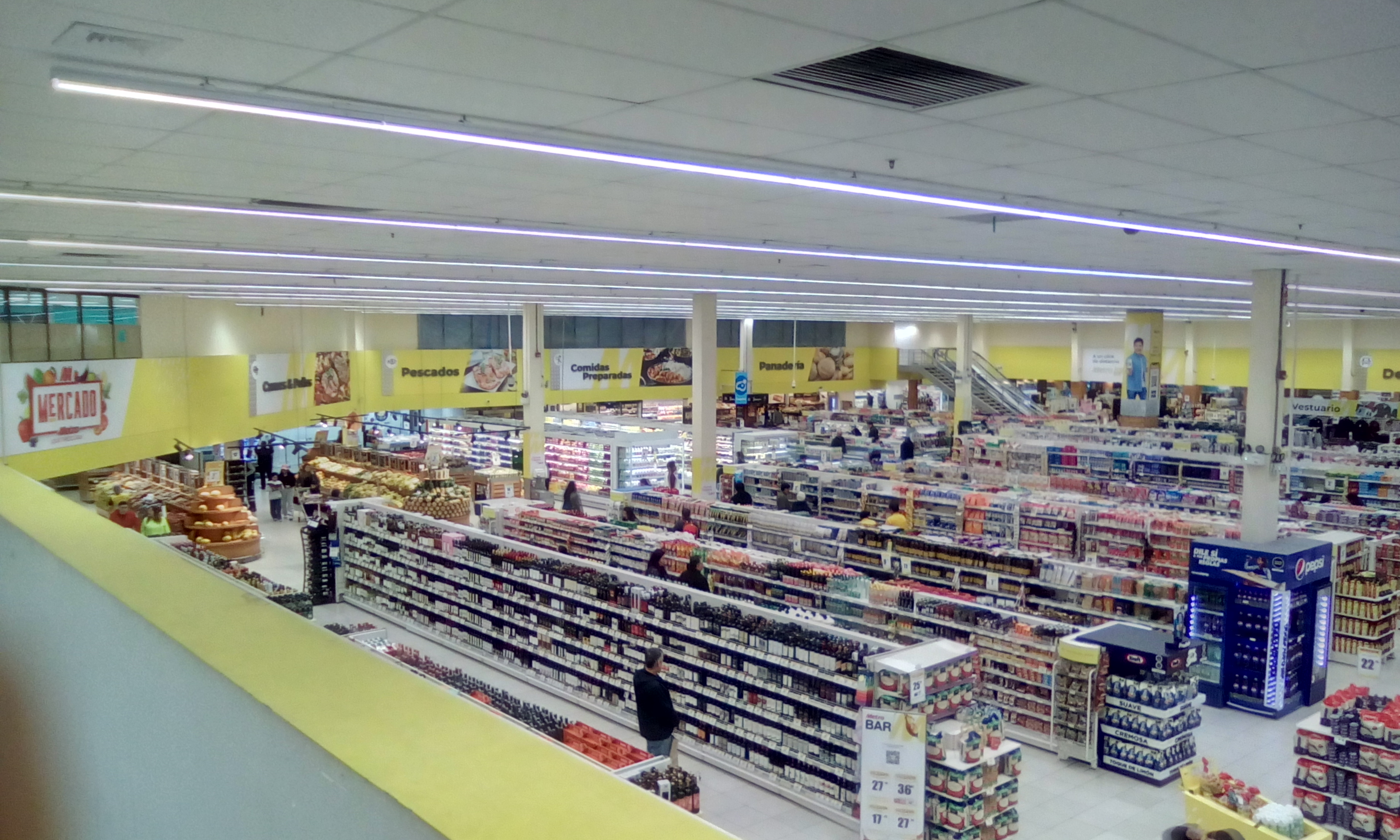
Metro Limatambo, ubicado en el Real Plaza Primavera - San Borja, inaugurado en 1996.

Actualmente, la marca Metro cuenta con más de 70 locales a nivel nacional (hipermercados y supermercados), convirtiéndola en la marca más grande de Cencosud en el Perú. Entre 2012 y 2013, el logo fue modificado: cambió al color rojo y aplicó los nuevos estándares de Cencosud. Desde 2016 hasta 2018 y nuevamente desde 2020, la cantante peruana Maricarmen Marín aparece en las campañas publicitarias de la marca, desde 2020 acompañada también por el actor y conductor de televisión Gian Piero Díaz y desde 2021, se suma la actriz y bailarina Alexia Barnechea.
Hacia el año 2021, algunos locales se reacondicionaron a un nuevo formato llamado «Metro Almacén», el cual ofrece opciones de venta por volumen.

### Colombia
Al haber entrado Europa en crisis económica, en octubre de 2012 la compañía francesa Carrefour se vio obligada a vender sus activos de Colombia, entre los de otros países. Los 2 principales compradores estuvieron en la compañía estadounidense Walmart y la compañía chilena Cencosud; estos últimos terminaron siendo los propietarios de estos almacenes. Horst Paulmann, presidente y fundador de Cencosud, viajó a París, Francia para conversar con el presidente de Carrefour, quien había ingresado al cargo hace unos meses, con el fin de ganarle a Walmart.
Ante la presión de Walmart y el interés por ese negocio, Paulmann viajó a Ámsterdam, lugar donde se firmó el contrato de venta de las sociedades que Carrefour, junto con el Grupo Santo Domingo y unos accionistas españoles mantenían en territorio neerlandés como Thalie B.V y Alpha B.V.

## Formato
En el año 2013, Cencosud decidió crear un formato unificado para su segunda gama de supermercados, con la única diferencia en el nombre de la tienda, que varía de acuerdo al país:
- Brasil: GBarbosa (Bahía, Sergipe, Alagoas, Pernambuco, Ceará) y Brutas (Minas Gerais, Goiás)
- Argentina: Vea (cuenta con un local de formato moderno, aunque no ha remodelado sus antiguas tiendas)
- Chile: Santa Isabel
- Perú y Colombia: Metro
- Chile, Colombia y Argentina: Jumbo

Tiene como características el color naranja dentro de la tienda, con círculos de color naranja y rojo estampados. Los carteles de bebidas, lácteos, carnes, aves de distintos colores con una figura al lado, pegados sobre el fondo naranja. La señalización en góndolas y cajas es de color gris oscuro, aunque en algunas tiendas es de color naranja. Por último, en la zona de cajas, se suele poner círculos con fotos de paisajes de la ciudad o zona donde se encuentra el establecimiento.
Todas las tiendas Metro en Colombia cuentan con este formato, mientras que en Perú la mayoría de tiendas ya lo tienen. Las restantes tiendas Metro de Perú (algunos locales en Lima y casi todas las tiendas de provincias) tienen un formato amarillo con verde del logotipo de 2004 y algunas se encuentran en proceso de remodelación. 
Un nuevo formato de identificadores y señalizadores fue incorporado en 2021, inicialmente para las tiendas Metro Almacén de Perú. Este retoma el fondo amarillo y las fotografías en los carteles de las categorías de venta. 

## Logotipos
- 1992-2004 (hipermercados y publicidad): Consiste un paralelogramo amarillo de bordes redondeados de color negro, dentro está escrita la palabra METRO en color negro y mayúsculas. En ocasiones, arriba aparecía la palabra HIPERMERCADOS.
- 1999-2004 (supermercados): el mismo paralelogramo pero de color verde, dentro está escrita la palabra METRO en color amarillo y arriba de este la palabra SUPERMERCADOS en color blanco.
- 2004-2011: los formatos se unifican en una sola marca "Metro". El logo consiste en una cinta multicolor que forma una M, junto con la palabra Metro escrita en verde (ocasionalmente blanco).
- 2011-2012: el logo de 2004 pasa a estar encerrado en un círculo amarillo distintivo de Cencosud, el logo de la corporación aparece debajo de la palabra Metro.
- 2012: al logo anterior se elimina la cinta multicolor. Se mantiene la tipografía.
- 2012-2013: El mismo logo pero el pequeño círculo del lado derecho de color amarillo pasa al color verde.
- 2013-presente: se cambia el color del verde al rojo. Con dicho logo ingresan a Colombia. En algunas variantes (como las de la página web) se muestra solo la palabra Metro sin el círculo. También hay una variante con la palabra "Almacén" en rojo en la parte inferior, para las tiendas con dicho formato mayorista.

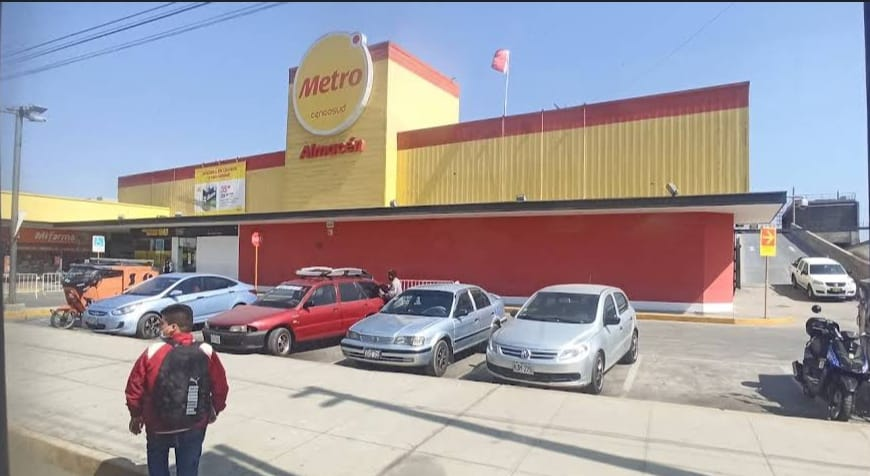
Metro nuevo Chimbote con la variante mencionada

## Eslóganes

### Perú
- 1992-1997: Siempre le sale a cuenta
- 1997-1999: Garantía de precios más bajos... Siempre!!!
- 1999-2004; 2006/2007-presente: Precios más bajos... Siempre!!!
- 2004-2006: Lo que quieres, siempre a precios bajos
- 2012 (20° Aniversario):  20 años de precios mas bajos... Siempre!!!
- 2017 (25° Aniversario): 25 años de precios más bajos... Siempre!!!
- 2022 (30° Aniversario):  30 años juntos celebrando con los precios más bajos

### Colombia
- 2013-2023: La felicidad de ahorrar
- Desde 2023: Para todos Metro